# Outdoormix festival
 (mars 2021).
La mise en forme du texte ne suit pas les recommandations de Wikipédia : il faut le « wikifier ».
Les points d'amélioration suivants sont les cas les plus fréquents :
- Les titres sont pré-formatés par le logiciel. Ils ne sont ni en capitales, ni en gras.
- Le texte ne doit pas être écrit en capitales (les noms de famille non plus), ni en gras, ni en italique, ni en « petit »…
- Le gras n'est utilisé que pour surligner le titre de l'article dans l'introduction, une seule fois.
- L'italique est rarement utilisé : mots en langue étrangère, titres d'œuvres, noms de bateaux, etc.
- Les citations ne sont pas en italique mais en corps de texte normal. Elles sont entourées par des guillemets français : « et ».
- Les listes à puces sont à éviter, des paragraphes rédigés étant largement préférés. Les tableaux sont à réserver à la présentation de données structurées (résultats, etc.).
- Les appels de note de bas de page (petits chiffres en exposant, introduits par l'outil «  Source ») sont à placer entre la fin de phrase et le point final[comme ça].
- Les liens internes (vers d'autres articles de Wikipédia) sont à choisir avec parcimonie. Créez des liens vers des articles approfondissant le sujet. Les termes génériques sans rapport avec le sujet sont à éviter, ainsi que les répétitions de liens vers un même terme.
- Les liens externes sont à placer uniquement dans une section « Liens externes », à la fin de l'article. Ces liens sont à choisir avec parcimonie suivant les règles définies. Si un lien sert de source à l'article, son insertion dans le texte est à faire par les notes de bas de page.
- La présentation des références doit suivre les conventions bibliographiques. Il est recommandé d'utiliser les modèles {{Ouvrage}}, {{Chapitre}}, {{Article}}, {{Lien web}} et/ou {{Bibliographie}}. Le mode d'édition visuel peut mettre en forme automatiquement les références.
- Insérer une infobox (cadre d'informations à droite) n'est pas obligatoire pour parachever la mise en page.

Pour une aide détaillée, merci de consulter Aide:Wikification.
Si vous pensez que ces points ont été résolus, vous pouvez retirer ce bandeau et améliorer la mise en forme d'un autre article.
L'Outdoormix Festival est un événement dynamique qui se déroule sur quatre jours pendant le week-end de la Pentecôte, mêlant compétitions sportives outdoor (BMX, escalade, handisport, kayak, kitesurf et kitefoil, longboard, VTT dirt, VTT de descente, slackline et stand up paddle) et concerts. Depuis sa création en 2013 par l'association WeAreHautesAlpes, il a su rassembler un large public, des amateurs aux sportifs professionnels, au bord du plan d'eau d'Embrun dans les Hautes-Alpes.
Le festival attire chaque année plus de 130 000 personnes et présente plus de 60 marques dans son village événement, ainsi que des participants de 25 nations différentes. 
Depuis 2018, il s'est enrichi de deux éditions : le printemps et l'hiver, permettant ainsi de découvrir des sports variés tout au long de l'année. 
En 2024, le festival célébrera le dixième anniversaire de son édition printanière et le cinquième de la version hivernale, marquant une étape importante dans son évolution.

## Historique

### La naissance du festival
L'Outdoormix Festival a vu le jour en 2012 grâce à l'initiative d'Alexandre Besseau et Germain Gasdon. Ancien kayakiste professionnel et vice-champion du monde de kayak freestyle, Alexandre a décidé de quitter la compétition pour se consacrer à l'organisation d'événements,. 
Son objectif était de mettre en lumière les Hautes-Alpes (05) comme un lieu privilégié pour les sports extrêmes et outdoor, prouvant ainsi que cette région offre des conditions idéales pour pratiquer une multitude de disciplines sportives. Cette vision a donné naissance à un festival qui réunit passionnés et professionnels autour de l'adrénaline et de la nature.

### L'évolution du festival
Dès sa première édition en 2013, l'Outdoormix Festival a attiré plus de 200 sportifs de dix nationalités différentes, proposant cinq jours de compétitions et de soirées. Les événements se tenaient dans plusieurs villes, notamment Briançon, l'Argentière-la-Bessée, Guillestre et Embrun.
Le festival a présenté une variété de disciplines outdoor, dont le kayak freestyle et extrême, le kitesurf, le longboard, le  VTT Downhill, ainsi que diverses formes de slackline, le Stand Up Paddle et le parapente acrobatique.
En 2015, l'événement a choisi de se sédentariser autour du plan d'eau d'Embrun, offrant un cadre magnifique entre le lac de Serre-Ponçon et le parc national des Écrins. Cette évolution a permis d'enrichir le programme sportif, avec l'introduction du VTT dirt à la place de la descente. Musicalement, cette année-là a été marquée par l'arrivée d'artistes de renom comme Soviet Suprem et Smokey Joe & the Kid., renforçant ainsi l'attractivité du festival.
En 2016, l'Outdoormix Festival a marqué un tournant avec la création d'un terrain de dirt près de la Durance, assurant la pérennité de ce sport dans le programme. Cette édition a également vu l'arrivée de l'escalade, avec une première compétition de bloc sur le village événement. Musicalement, le festival a enrichi sa programmation en accueillant des artistes français de renom tels que l'Entourloop, Le Peuple de l'Herbe, Tha Trickaz, et Hilight Tribe. La dernière soirée de l'édition a été un franc succès, affichant complet pour la première fois.
L'année 2017 a été déterminante pour le festival, qui a établi son format définitif en investissant deux plages du plan d'eau d'Embrun : une pour les concerts et l'autre pour le village événement,. Cette année-là, des artistes internationaux comme Dubioza Kolektiv, Dirtyphonics, Roni Size ou encore Pfel & Greem (de C2C) ont été programmés, et la zone concert a été agrandie pour accueillir plus de 5 000 personnes par soirée.

Sur le plan sportif, l'achat d'une rampe de type spine a permis d'introduire des compétitions de BMX, tandis que l'escalade continuait de se développer avec un nouveau bloc. Malheureusement, des intempéries ont contraint l'annulation d'une soirée, mais le festival a également innové avec la mise en place d'outils en ligne pour les inscriptions et la billetterie, facilitant ainsi l'expérience des festivaliers.

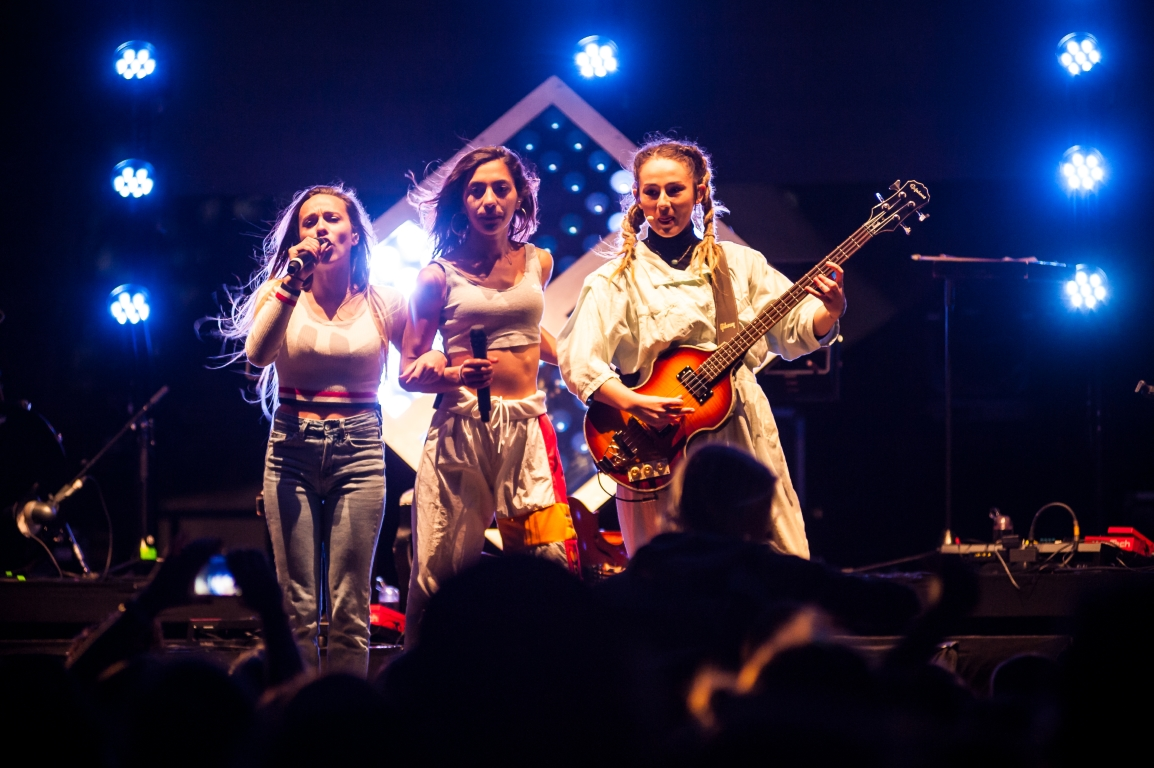
Concert du trio LEJ sur la scène de l'Outdoormix festival édition Spring 2019.

En 2018, l'Outdoormix Festival a poursuivi son évolution artistique en élargissant sa programmation musicale pour toucher un public plus varié, s'éloignant de son image initialement très électronique. Avec des artistes comme Patrice et Vanupié, l'objectif était de rendre le festival accessible à tous, tant sur le plan musical qu'avec les activités sportives et les initiations.
Cependant, les conditions météorologiques ont joué un rôle déterminant cette année-là. Un manque d'eau dans les rivières et le lac a conduit à l'annulation des épreuves de kayak extrême et de kitefoil sur le lac de Serre-Ponçon. Malgré ces défis, le festival a su maintenir son ambiance festive et son engagement à offrir une expérience diversifiée à ses participants.
En 2019, l'Outdoormix Festival a concentré ses efforts sur le développement du village événement, visant à offrir une expérience de qualité avec plus de 50 exposants, des initiations gratuites, et un programme riche en shows et compétitions sportives,. La programmation musicale a également évolué, intégrant des artistes de plus en plus populaires comme L.E.J, Shantel, La Yegros ou encore Raggasonic.
La huitième édition en 2022 a été un véritable succès, tant sur le plan sportif avec plusieurs compétitions internationales que musicalement, avec des performances d'artistes tels qu'Ayọ et Meute, le grand retour de Java.
En 2023, la neuvième édition a confirmé cette tendance, affichant complet avec 6 000 festivaliers lors de deux soirées. La programmation a mis en avant des artistes de renommée internationale comme les DJ de Chinese Man Record, les chanteurs français Naâman et Biga*Ranx, ainsi que le MC anglais Charlie P. et le sound system O.B.F. Cette année-là, Flavia Coehlo a remplacé à la dernière minute Amadou & Mariam, apportant une touche brésilienne à l'événement. Pour clore ces soirées vibrantes, les festivaliers ont également dansé sur les sets de Trampsta et The Bloody Beetroots, ajoutant à l'énergie festive du festival,.
En 2024, pour célébrer le dixième anniversaire de l'Outdoormix Festival, l'organisation a brillamment réussi à remplir toutes les soirées de concerts. La programmation musicale était riche et variée, avec des performances marquantes comme celle de MC Solaar, qui faisait son retour après une longue absence, ainsi que Goran Bregović, Flavia Coehlo, et Jahneration, qui a remplacé Dub Inc. Les amateurs de musique électronique ont également été ravis avec des sets de Highlight Tribe, Mandragora et Trampsta, offrant une expérience mémorable aux 6 000 festivaliers présents chaque soir.
Côté sportif, cette édition a introduit plusieurs nouveautés, notamment le longboard déplacé sur la route menant à la station des Orres. La compétition d'escalade a affiché complet un mois avant l'événement, rassemblant plus de 100 grimpeurs. La compétition de BMX a également attiré des participants de haut niveau, tandis que le traditionnel show de trickline a réuni les meilleurs athlètes européens et sud-américains, clôturant ainsi cette dixième édition en beauté

### L'évolution de la version hivernale
Depuis 2018, l'association a collaboré avec l'Office du tourisme de Vars la Forêt Blanche pour organiser une version hivernale de l'Outdoormix Festival. Cette édition conserve l'esprit "Ride & Party" qui caractérise l'événement, en l'adaptant aux sports d'hiver dans une station de ski. Le concept d'activités outdoor en journée suivi de concerts en soirée est donc également présent,.
Le festival intègre des sports d'hiver classiques, accueillant chaque année une étape des championnats d'Europe de ski et snowboard freestyle, ainsi qu'une manche du Freeride World Tour (K2 Vars Qualifier***). En ajoutant une touche unique, des compétitions de kayak et de VTT sur neige sont organisées, ainsi que des démonstrations d'highline, de trickline et de parapente acrobatique.
Côté musical, chaque édition hivernale propose deux soirées de concerts gratuits. Le front de neige de Vars a déjà vu passer des artistes de renom comme les Raspigaous, figures emblématiques du reggae marseillais, et le groupe de rock français Skip the Use, contribuant ainsi à l'ambiance festive et chaleureuse de l'événement.

## L'association WeAreHautesAlpes (We05)
L’association WeAreHautesAlpes (WE05) regroupe depuis 2012 des passionnés du territoire haut-alpin, déterminés à promouvoir le département à l'international et à partager sa richesse locale pour favoriser un tourisme durable. 
Réunissant des personnes de toutes générations et de divers horizons sportifs, l’association a vu naître l’Outdoormix Festival en 2013. Son nom symbolise un message fort, mettant en avant la région comme un lieu idéal pour pratiquer une multitude de sports de nature dans un environnement préservé.
WE05 défend également les destinations de Serre-Ponçon et Purealpes comme étant “Le Colorado Européen”, en référence à la topographie similaire de cette région américaine, qui est reconnue comme l'une des meilleures destinations outdoor au monde.

## Les sports représentés
L'Outdoormix Festival met à l'honneur 16 disciplines sportives sur les deux versions du festival. Que ce soit sur l’eau, sur la neige, dans les airs ou sur terre, c'est un concentré des sports Outdoor praticables sur le territoire Haut-Alpin.

### Les sports sur les versions "Spring"

#### BMX

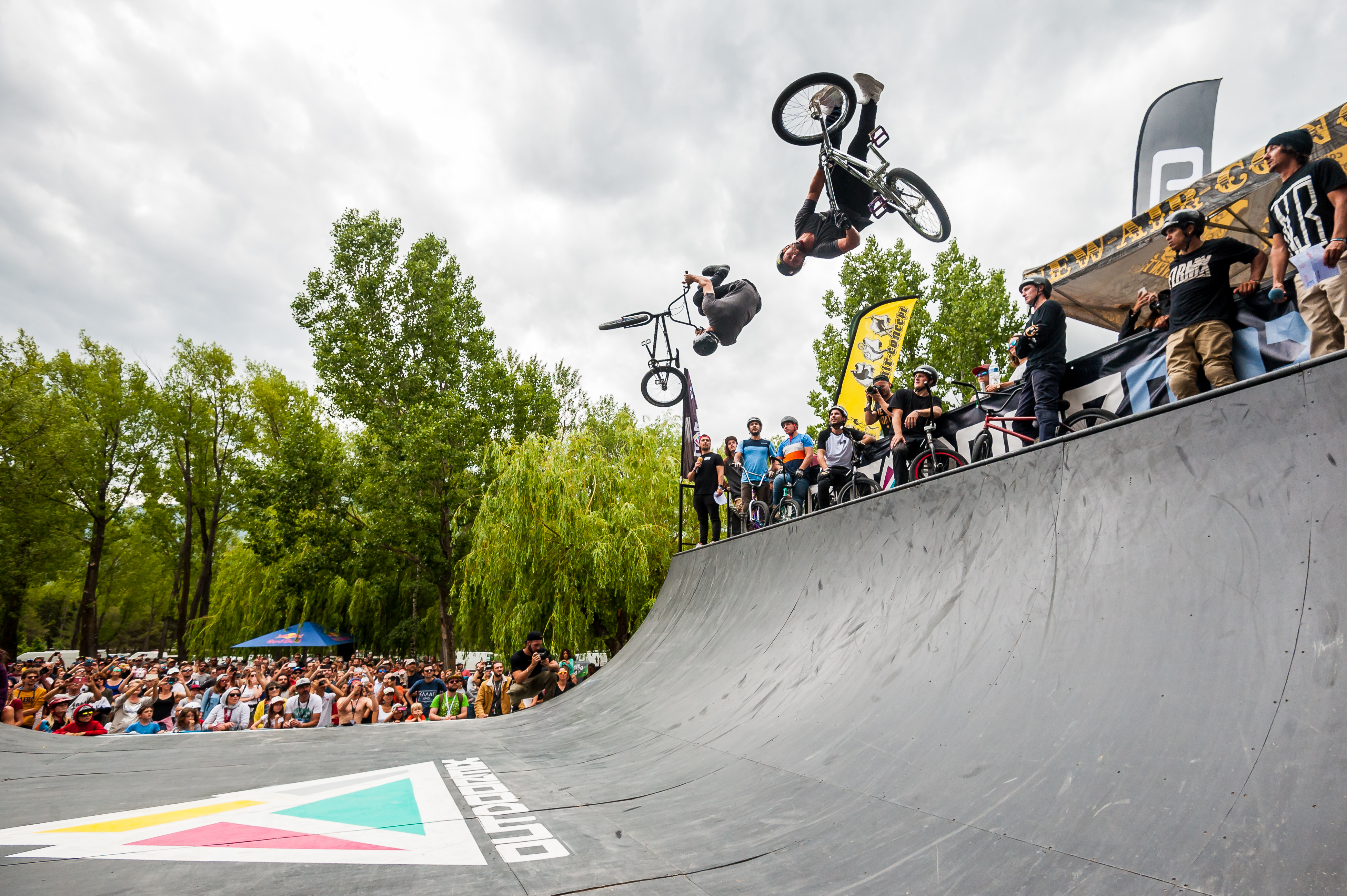
Anthony Jeanjean (1er plan) et Cyril Lapoirie (2ème plan) en concurrence avec un flair envoyé sur l'épreuve de BMX freestyle de l' Outdoormix festival Spring 2019.

Le BMX est l'une des dernières disciplines à intégrer le programme sport du festival. Depuis 2017 maintenant les meilleurs riders français et internationaux se retrouvent sur Embrun pour 4 jours de compétitions. La rampe spine a permis au BMX de prendre encore plus d'envergure sur le festival.
Ainsi, la discipline BMX est répartie sur deux épreuves : le Dirt et la Spine,. Ce sport séduit de plus en plus de monde et amène à ses sportifs un public charmé par la dynamique et l'ambiance spéciale que créent ses épreuves.
Parmi les sportifs les plus connus qui ont participé, ressortent des Anthony Jeanjean (France), Rosé Torres (Argentine), Inaki Mazza (Argentine),... Il est possible de retrouver la liste complète des sportifs ayant participé aux compétitions, sur le site internet du festival.

#### Escalade - Bloc Contest
L'escalade est, avec le BMX, l'une des dernières disciplines arrivées sur le festival. La première édition en 2017 se fait sur un mur fait maison constitué d'une planche en dévers. Malgré la simplicité de l'installation, le concours de jeté a été un réel succès grâce à l'ambiance et l'énergie du public. Fort de cette première édition, l'escalade se développe depuis 2018 avec un partenariat avec l'événement Tout à Bloc à l'Argentière-la-Bessée. Un bloc à quatre faces ainsi que les matelas de sécurité sont ainsi mis en place pour accueillir des compétitions toujours plus professionnelles et ambitieuses, dans une ambiance conviviale et familiale.

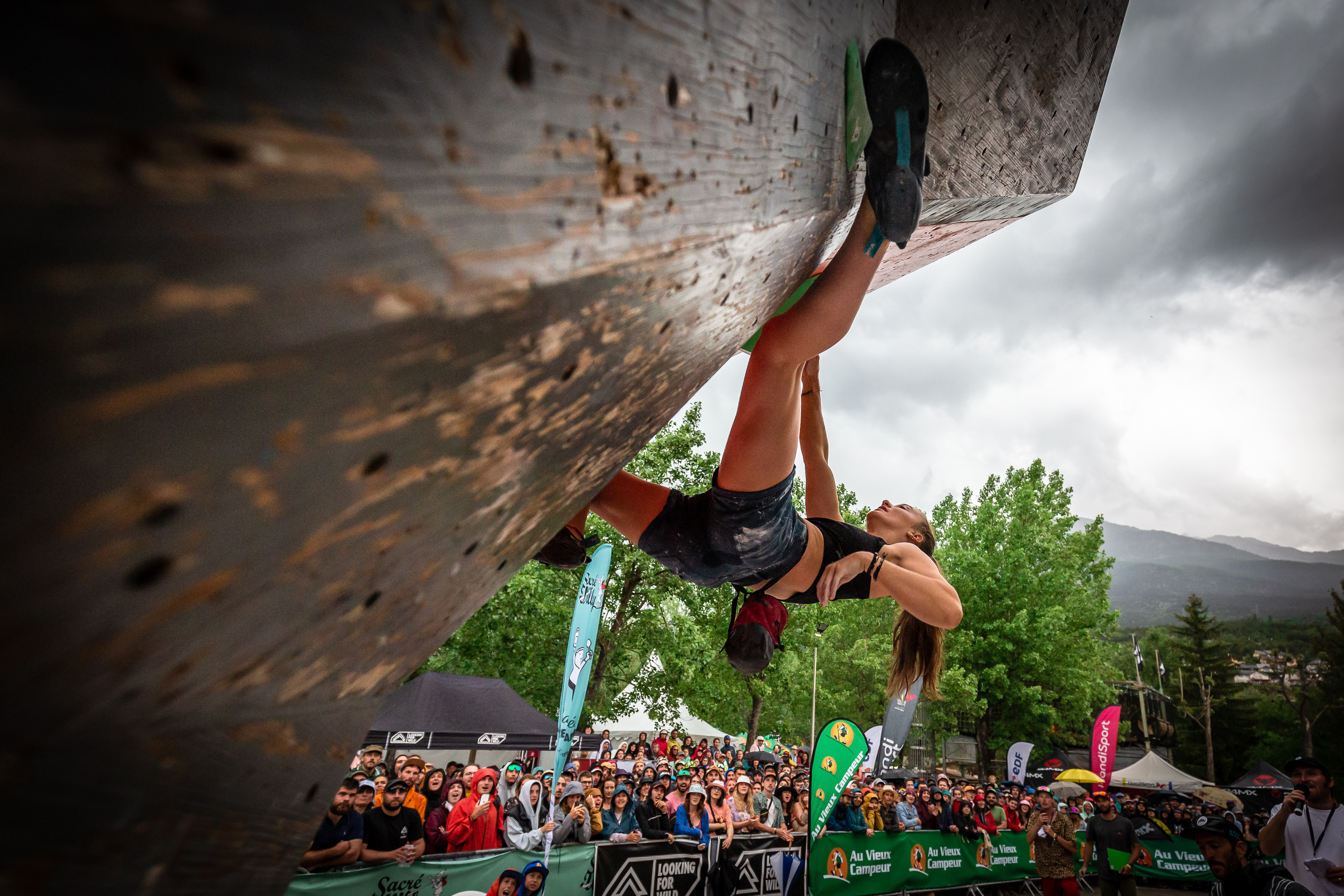
Image de la compétition de bloc lors de la 9ème édition de l'Outdoormix Festival en mai 2023.

En 2020, l'association a investi dans un nouveau mur constitué de deux plateaux de cinq mètres par cinq mètres, le but étant de développer autant que possible cette activité devenue phare sur le village de l'évènement.

#### Kayak
Présent depuis les débuts du festival, le kayak est représenté par deux disciplines : 

##### Kayak extrême
Les différentes rivières du département sont gorgées d'eau de la fonte des neiges et sont un terrain de jeu idéal pour les kayakistes qui recherchent de gros rapides.
De 2015 à 2017, les épreuves de kayak extrême du festival comptaient pour le championnat d'Europe de Kayak Extrême : l'EKEC (Extrem Kayak European Cup).
Malheureusement, depuis 2018, le sport n'est plus programmé pour diverses raisons comme le niveau d'eau trop bas ou encore d'autres compétitions européennes sur les mêmes dates.

##### Kayak freestyle
En plus de ses nombreux rapides, la Durance est connue pour certaines de ces vagues. Celle de la Clapière, récemment retravaillée, permet d'accueillir depuis les premières éditions une compétition de Kayak Freestyle. Cette vague naturelle emblématique dans les Hautes-Alpes est capricieuse et rend les compétitions techniques et spectaculaires. Cette discipline demande donc beaucoup de technique et de fluidité pour parvenir à réaliser des “tricks” rapides et précis et impressionner les juges et le public.

#### Kite
Comme d'autres sports du festival, le kite est représenté sur le festival sous plusieurs déclinaisons.
Les kiters vont s’affronter sur une épreuve :

##### Kitefoil Flat Race
Le lac de Serre-Ponçon a toujours été un spot reconnu pour la pratique de sport nautique en milieu montagnard. Le vent thermique qui souffle tous les après midi pendant la période estivale est idéal pour assurer une course de kite foil. L' Outdoormix accueil l’une des trois manches du championnat régional de Kitefoil FFV.

##### Kite freestyle
Le plan d'eau qui borde le village événement du festival, accueille chaque année les meilleurs riders français et européens du circuit freestyle pour une démonstration de kite freestyle. Un espace très court, balayé par un vent thermique régulier les après midi permet des enchainements rapides et techniques.

#### Longboard
Programmé depuis les premières éditions, le longboard a connu quelques changements sur les deux premières éditions avant de s'installer définitivement en 2015 sur la route de la station de ski de Réallon. Les années précédentes, ce sport a été pratiqué sur plusieurs autres spots du département (route des stations des Orres et de Vars, ainsi que celle du fort de Mont-Dauphin).
Pour des questions de logistique, la décision est prise en 2015 d'utiliser une ligne fixe pour la durée du festival, à Réallon. Un spot de quatre kilomètres de long composé de neuf épingles et d'une pente variant entre 8 et 12 %. Entre les aiguilles de Chabrière et le lac de Serre-Ponçon, il s'agit d' un terrain de jeu idéal pour cette pratique, qui chaque année réunit amateurs et professionnels de toute l'Europe.

#### Pumptrack
Ce nouveau sport a intégré le programme sportif en 2023 avec deux compétitions : une en vélo et une en skate.
Le pumptrack est un sport de ride pur, où les sportifs s'élancent sur un parcours en forme de boucle, composé de différents modules de bosses grâce auxquelles ils "pompent" sur leur vélo ou leur skate pour prendre de la vitesse. Le but étant de bien coordonner ces mouvements pour prendre un maximum de vitesse et faire le tour du parcours le plus vite possible.
Ce sport est arrivé dans le programme grâce à un investissement de la municipalité d'Embrun qui a construit un pumptrack à trois parcours (vert, bleu et rouge) au plan d'eau d'Embrun, sur le site du festival.

#### VTT DIRT
Le VTT Dirt incarne l’esprit freestyle du festival. Cette activité accueille chaque année quelques-uns des meilleures riders pro français et européens sur une ligne spectaculaire pour plusieurs jours de compétition. Les modules installés sur les bords de la Durance offrent aux riders et au public un spot d'exception pour suivre la compétition. Des sportifs fidèles à l'épreuve comme Elie Robert ou Thibault Figone se retrouvent sur l'évènement pour se disputer le podium.
La ligne de dirt est constituée d'un step down de 3 mètres de haut, suivi de deux pro, d'un transfer et d'un big air. Toutes les rampes de saut sont fabriquées en bois par le partenaire du festival New Air Concept.

#### VTT Descente
Sur les deux premières éditions de 2012 et de 2013, le VTT DH était programmé sur le festival sous un format composé d'une épreuve d'enduro avec un itinéraire situé sur les descentes de Crévoux et du Méale et d'une épreuve de descente urbaine dans les ruelles du centre ville d'Embrun. Ces deux activités, bien qu'appréciées par le public, n'ont pas été reprogrammées par la suite, en raison de l'arrêt d'activité du prestataire qui coorganisait ces épreuves avec l'association.

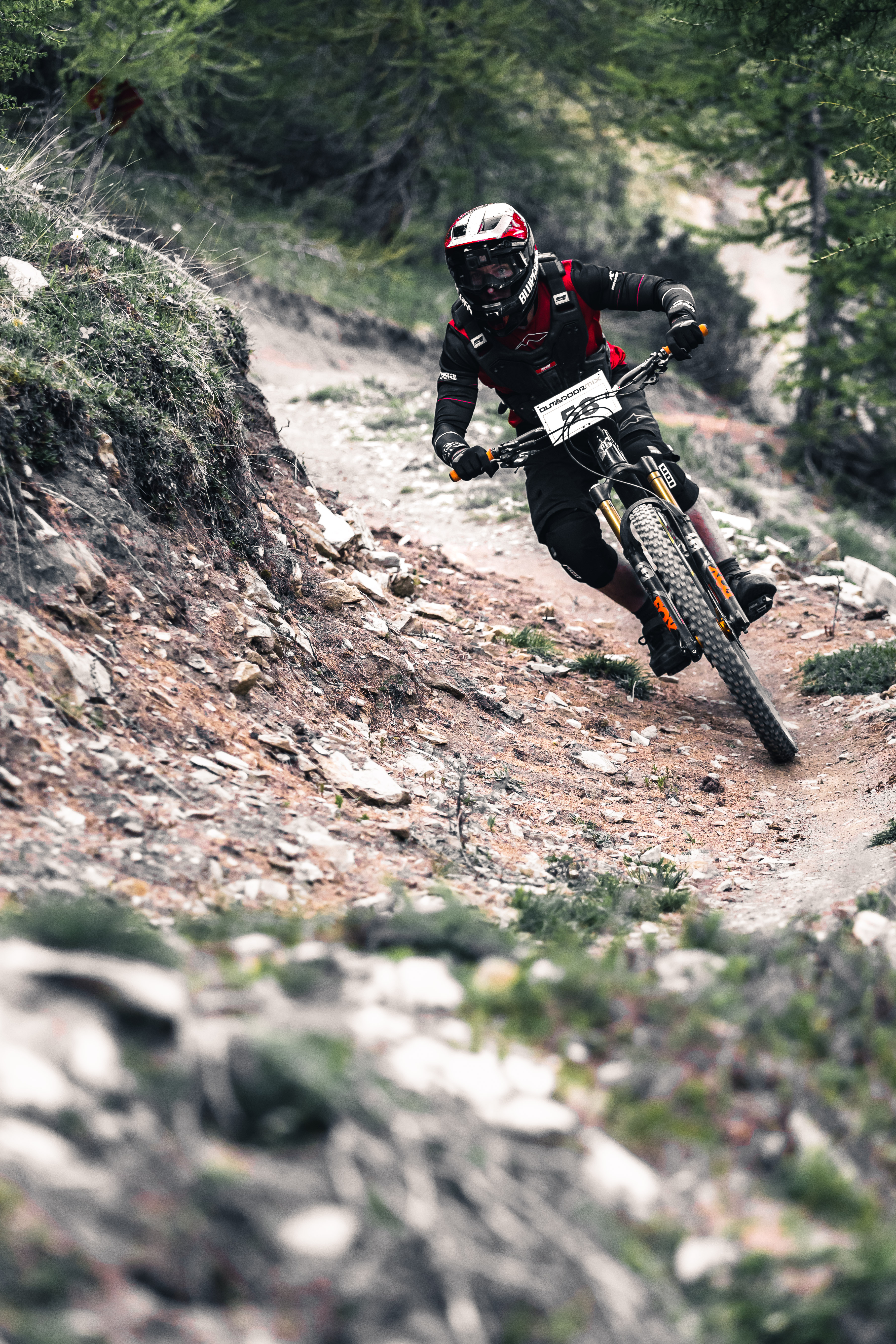
Épreuve de VTT de descente lors de l'édition de 2023. Photo prise sur les pistes de la station de Réallon

Depuis, l'épreuve de MTB Downhill s'est installée dans la station de Réallon. Bien que cette compétition accueille surtout des amateurs locaux, le Français Antoine Bizet a été l'ambassadeur de la dernière édition.

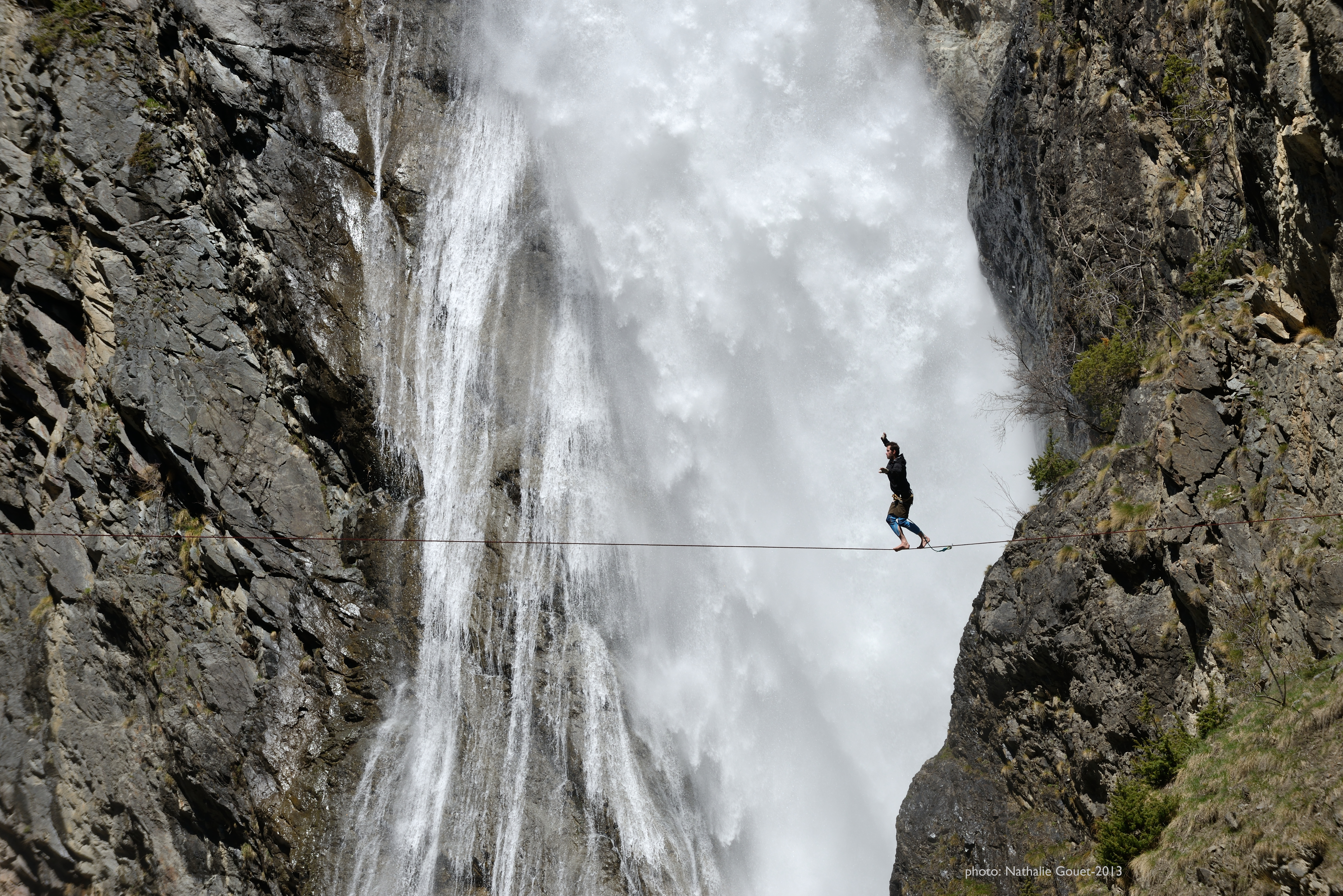
La Highline de l'Outdoormix prenait place en 2013 à la cascade de Chichin près de Dormillouse. Guillaume Baran fait partie de ceux qui s'y sont mesurés.

#### Slackline
La slackline est un sport qui peut se décliner en plusieurs sous-genres. Elle fait aujourd'hui partie intégrante de l'évènement puisqu'elle est programmée sur l'édition du printemps et sur celle de l'hiver. Ce sport plait à une très grande partie du public du festival, notamment la trickline qui est l'activité qui réunit le plus de monde sur le village. Sur l'Outdoormix Spring Festival sont représentés :

##### Highline
La Highline, est en quelque sorte l'évolution du funambulisme. Que ce soit sur l'Embrunais, sur la Cascade de Chichin à Dormillouse, ou encore sur Vars, les spots de highline restent toujours exceptionnels pour les Highliners, et offrent des moments spectaculaires au public.
Le Highliner local Pablo Signoret, recordman de la Highline la plus hautes du monde (3000m), de la plus longue (1662m) et de la plus longue les yeux bandés (422m), vient chaque année faire un tour dans les Hautes-Alpes pour l'évènement. Il est l'ambassadeur du département au niveau international pour ce sport.

##### Trickline
La trickline aussi est devenue un sport apprécié sur le site de l'Outdoormix. Les participants s'affrontent en face à face de deux minutes, au bord de l'eau, dans une ambiance festive et familiale. Pour l'année 2021, l'Outdootrmix accueil une des trois étapes du French Jumpline Tour, ce qui ravit le public qui est chaque année plus nombreux.
L' évènement accueil les meilleurs sportifs Français, mais également des sportifs du monde entier comme Marius Kitowski (GER), Mickey Wilson (USA).

##### Waterline
La Waterline est un concept de slackline adapté à l'été. Le but est de tendre sa sangle au dessus de l'eau, puis de la traverser sans se mouiller. C'est une activité présente sur le festival depuis plusieurs années, accessible à tous. Les sangles se sont tendues partout ou l'évènement est passé, autant sur le lac d'Eygliers que sur celui d'Embrun. On en trouve plusieurs accessibles sur le site du village de l'Outdoormix, tendues au dessus du plan d'eau d'Embrun.

##### Stand Up Paddle de rivière (S.U.P River)
Le Stand Up Paddle est une valeur sûre de l’Outdoormix. Le S.U.P River s' est installé sur les lacs et sur la Durance, puis l'a descendu au fil des années, en passant par Briançon sur les premières éditions, l' Argentière-la-Bessée ensuite, pour arriver enfin sur l' Embrunais. On retrouve trois formats sur la Durance : le “boarder cross” qui vous fera chavirer, la “long race” en endurance pure et le “slalom” pour une démonstration de technique et de puissance.

### Les sports sur les versions Winter

#### VTT de descente sur neige

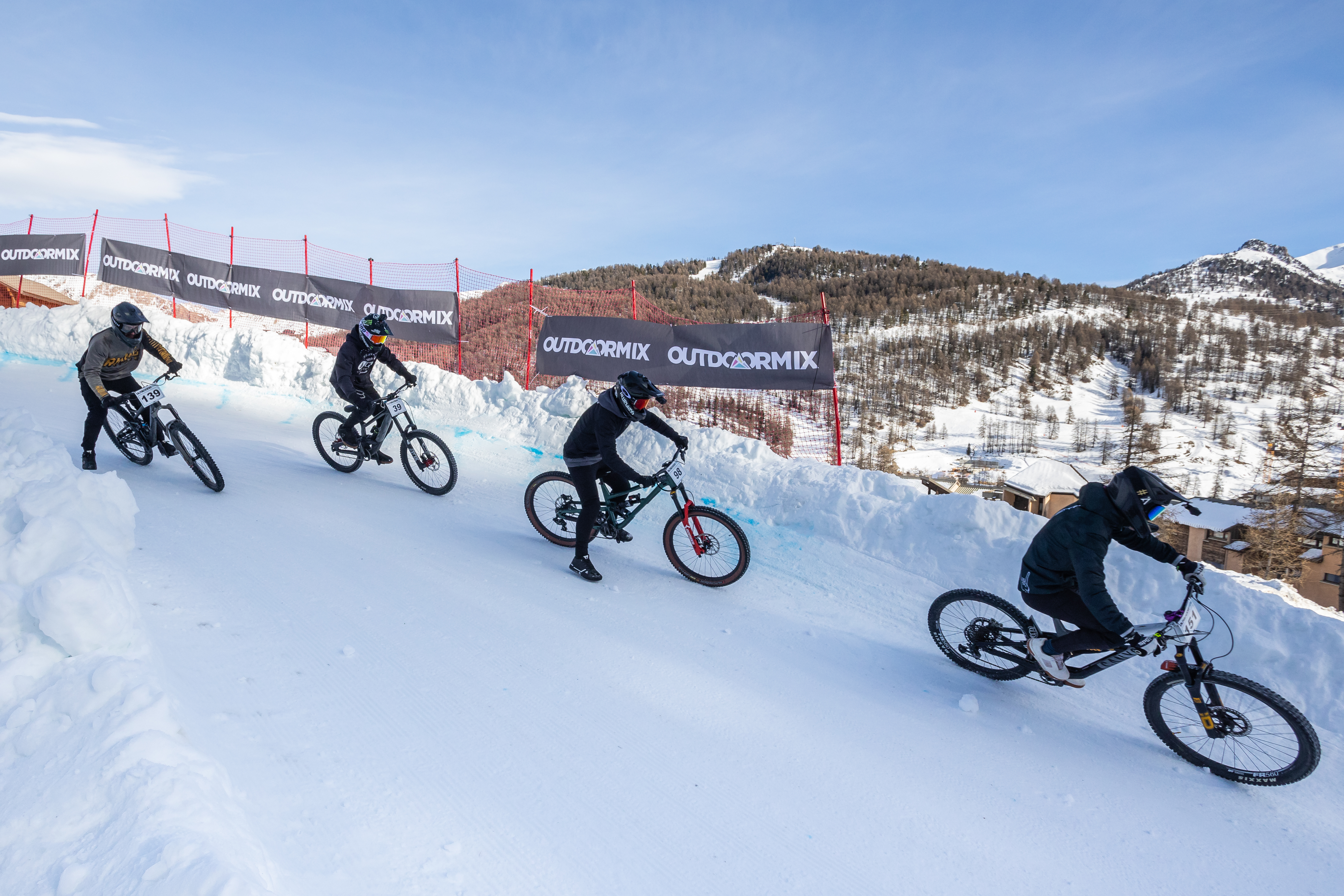
Épreuve du Boarder Cross en VTT sur neige lors de la cinquième édition de 2023 à Vars.

L'organisation invite ses meilleurs riders locaux et nationaux à s'affronter sur deux épreuves uniques pour du vélo sur neige. La première se déroule sur une piste de ski de type boarder avec des virages relevés et des portes. Les sportifes s'affrontent lors d'un boarder cross. Ils partent par groupe de quatre, les deux premiers arrivées sont qualifiés pour la manche suivante.
La seconde épreuve est une descente groupé avec un départ en Mass Star au sommet du speedmaster de Vars, une descente sur des pistes rouges et bleues se terminant sur une arrivée sur le front de neige de la station. Le spectacle est au rendez-vous grâce à la maitrise technique et/ou aux chutes des participants.

#### Kayak sur neige
Sur une épreuve unique en France, l'Outdoormix donne aux kayakistes les plus aguerris (ou ceux qui n'ont peur de rien) l'opportunité de farter les kayak pour dévaler un Boarder Cross. Sous les yeux d'un public impressionné, les manches chronométrées  promettent chaque année un joli spectacle. Les kayakistes en quête de nouveauté s'y sont aventurés, et c'est aussi le cas de la présentatrice Tiga, à l'occasion de sa venue avec son équipe de Riding zone en janvier 2020

#### Ski et Snowboard Freestyle
Sur le Snowpark de l' Eyssina (le Vars Park), réputé pour être l'un des meilleurs slopestyle d'Europe, la station de Vars et l'Outdoormix accueillent les meilleurs snowboardeurs  et skieurs locaux et européens.
La discipline Freestyle se décline en deux compétitions : Le Big Air (Snow et ski) et le Slopestyle (Snow et ski).

##### Big Air
Le Big Air est une épreuve pour laquelle chaque rider a droit à trois runs d'un saut. Le but est de prendre un maximum de vitesse puis d'envoyer ses meilleurs "tricks" (figures acrobatiques) avant la réception.
C'est une discipline très populaire auprès du public qui en profite soit depuis le bord du Big Air, soit pour le temps d'une remontée mécanique. Depuis quelques années à Vars, les freestylers s'affrontent sur une étape du circuit FIS d'Europa Cup.
On retrouve notamment sur cette épreuve les sportifs Sacha Moretti ou Titouan Bartet, qui courent également sur les Championnats du monde.

##### Slopestyle
L'épreuve de Slopestyle s'étend sur trois jours, et réunis à Vars quelques uns des meilleurs freestylers d'Europe, à l'image du snowboardeur Moritz Boll (SUI), vainqueur de la catégorie snow en 2019. De même que pour le Big Air, les freestylers s'affrontent sur une étape du circuit FIS d'Europa Cup.
Les skieurs et snowboardeurs doivent effectuer des figures sur les différents modules aménagés par l'équipe du VarsPark, puis sont évalués par des juges sur la qualité des sauts, des figures employées et sur le style.

#### Ski Freeride
Concernant l'épreuve Freeride, c'est sur un couloir sélectionné dans les crêtes de L'Eyssina de Vars, que 100 concurrents européens essaient de se départager. En effet, la zone est choisie assez tardivement en prenant en compte ses qualités et ses risques pour le jour de l'épreuve.
La compétition est devenue une étape du Freeride World Qualifier, porte d'entrée du célèbre Freeride World Tour. Le choix de la ligne, le style et la qualité des sauts sont les critères de notation des trois juges.
L'épreuve se déroule plusieurs catégories : Snow Homme, Snow Femme, Ski Homme, Ski Femme.

#### Slackline
À Vars, on retrouve aussi la slackline, sous son aspect freestyle : la Trickline. Sur le même concept que pour l'édition Spring, on retrouve les meilleurs jumpliners sur le front de neige, qui s'affrontent en face à face dans le froid mais surtout dans la bonne humeur. 

Quelques sports présents sur l'édition Winter :
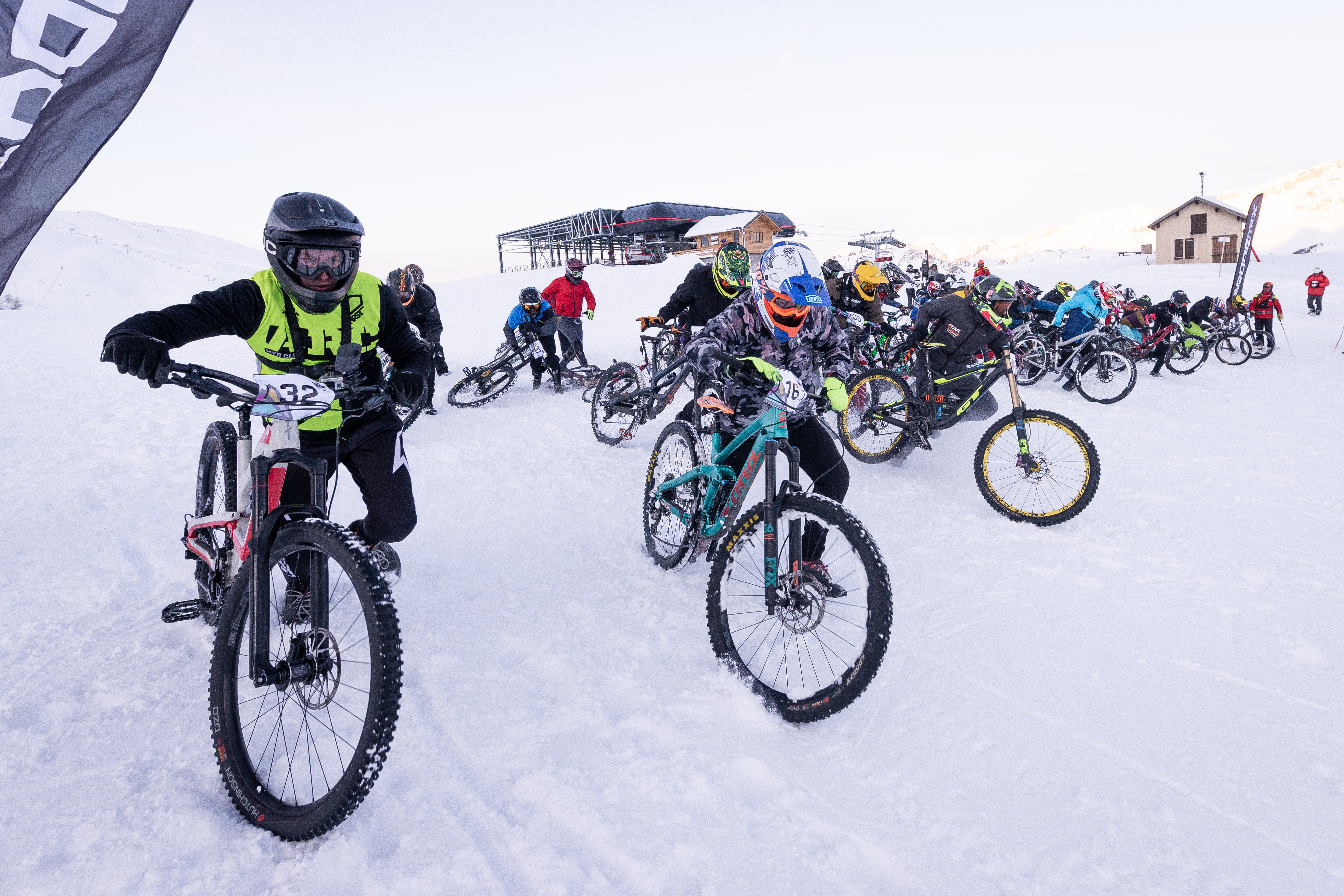
Epreuve de VTT DH sur neige (Photo par Johan Desma).
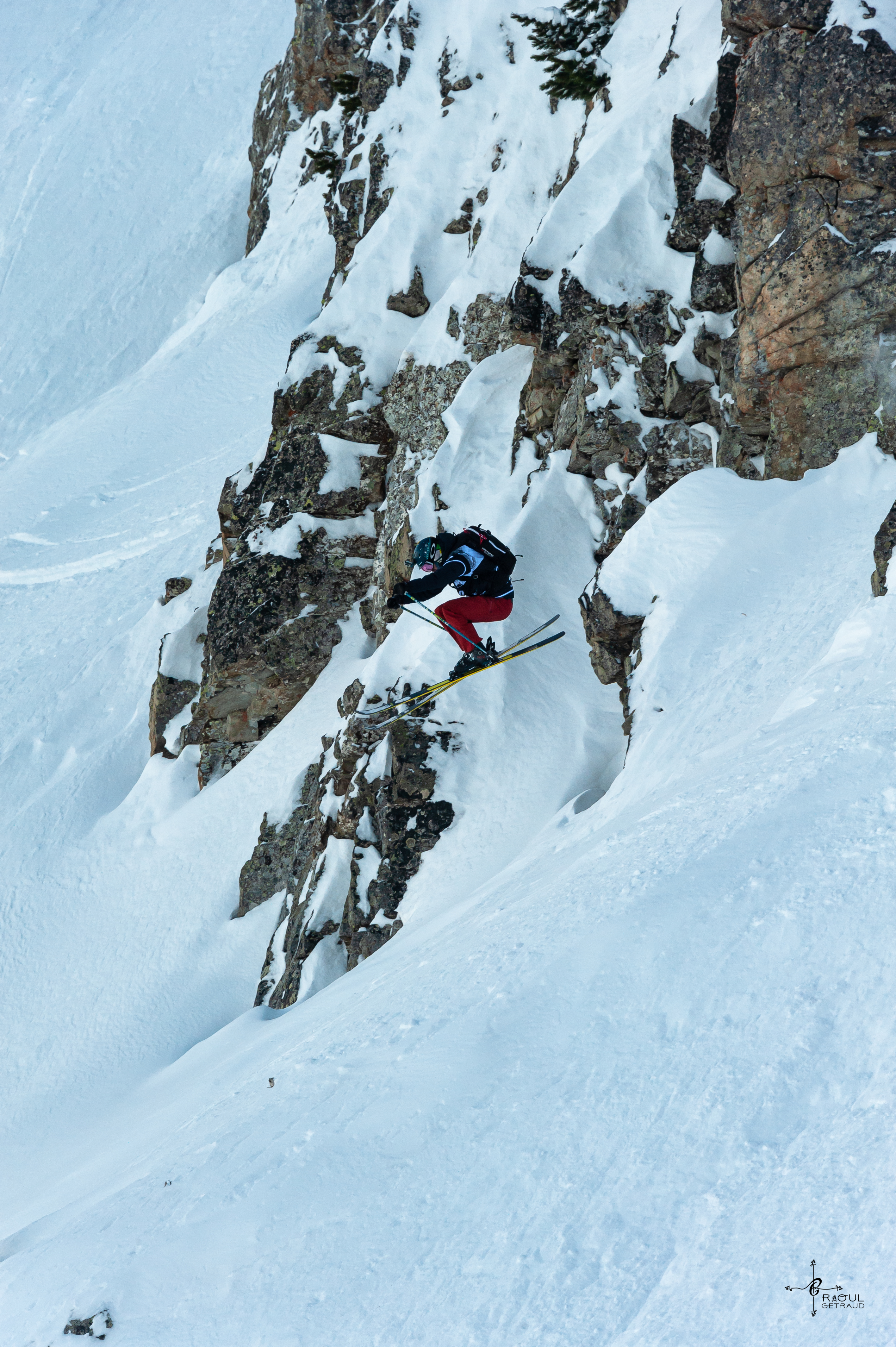
Etape du Freeride World Tour à Vars (photo par Raoul Getraud)
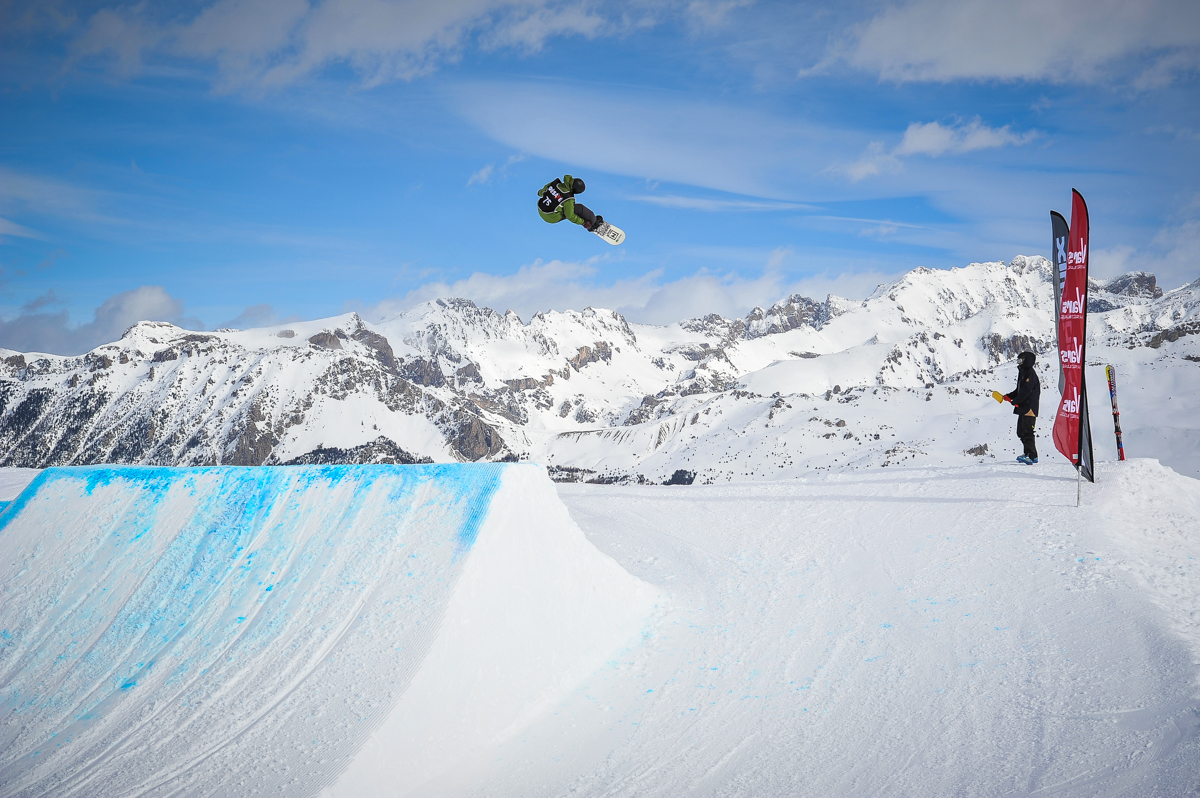
Etape de coupe d'Europe de Snowboard Freestyle (Photo par Damiano Benedetto)
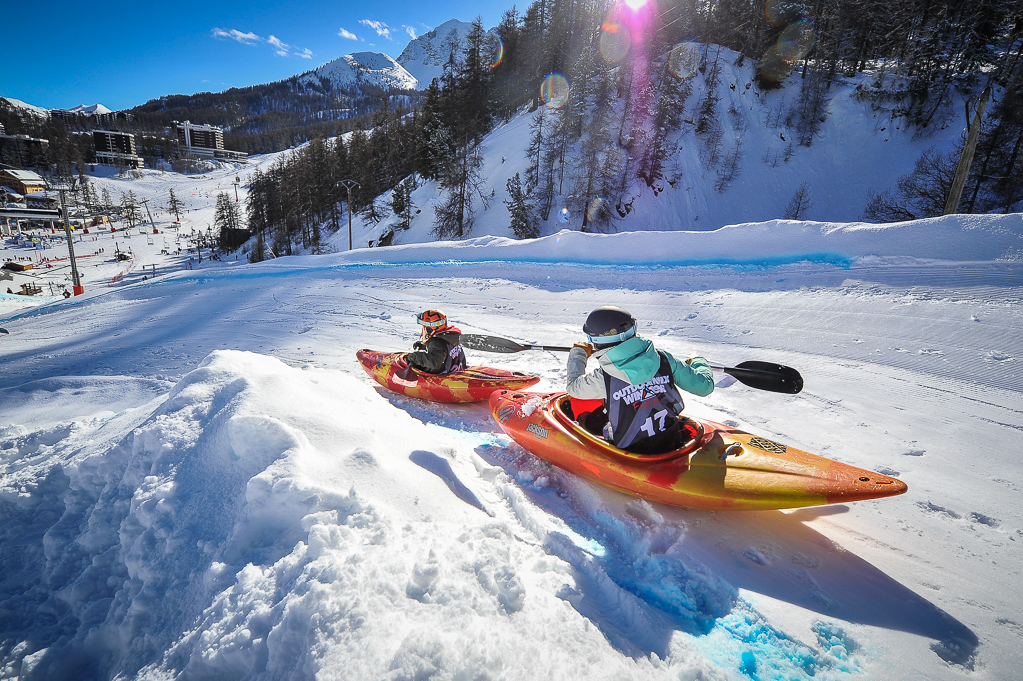
Boarder Cross de Kayak sur Neige à Vars.
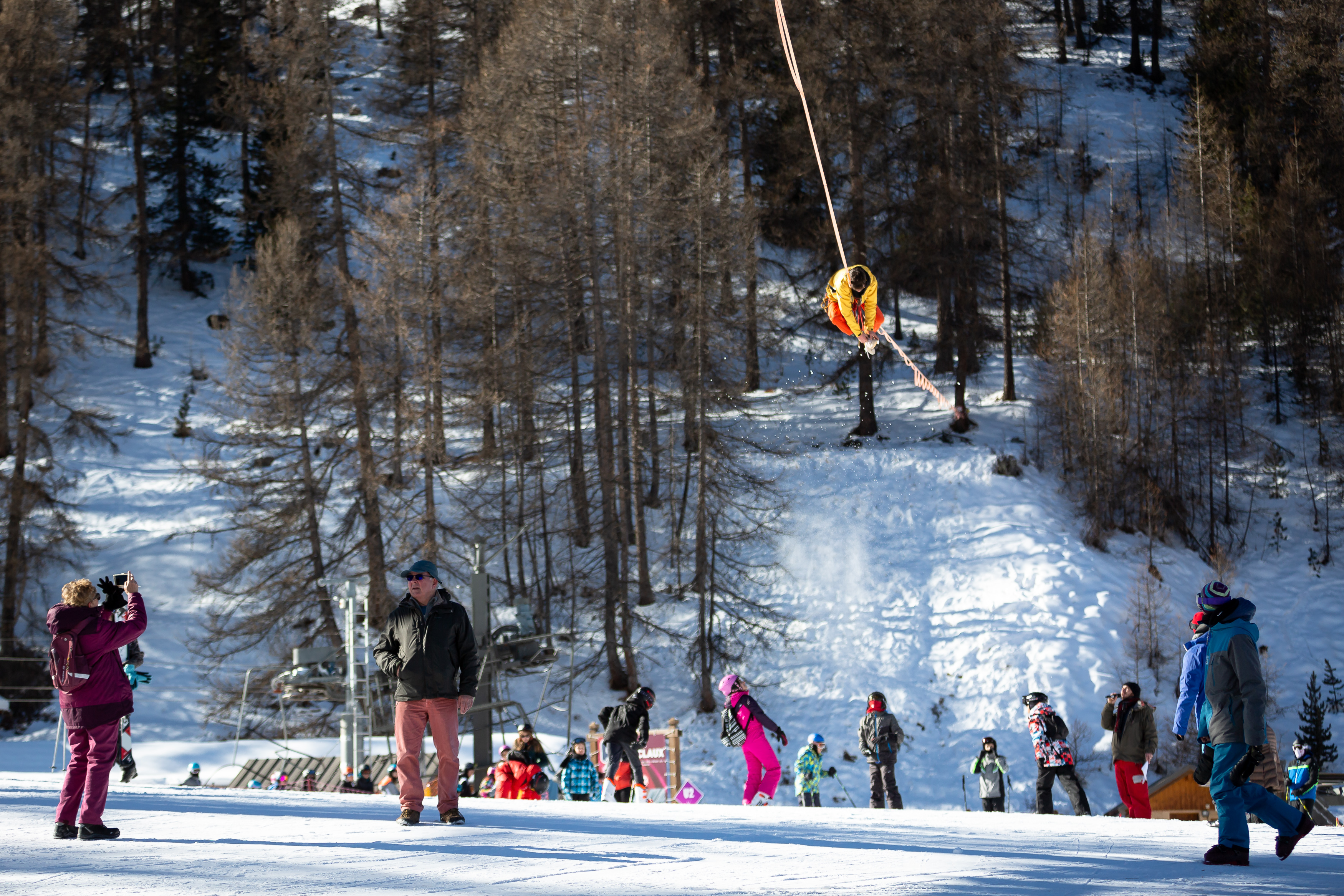
Slackline au front de neige de Vars (Photo par Nicolas Vigneron).